# Clara Franceschini
Clara Franceschini var en italiensk politiker (Nationella fascistpartiet).
Hon var född i en fattig familj i Pavia. Hon blev partimedlem 1921, var medgrundare till Pavias lokalavdelning av Fasci Femminili och var dess ordförande 1925-1937. 
Hon blev ordförande i Massaie Rurali 1936, ordförande i Sezione Operaie e Lavoranti a Domicilio (SOLD) och vice ordförande i Opera Nazionale Maternità ed Infanzia (OMNI). 
Hon tillhörde det delade ledarskapet för fascisternas kvinnoförbund, Fasci Femminili. 1930 lämnades posten som nationell ledare för Fasci Femminili vakant efter 
Angiola Moretti. Efter detta fanns ingen nationell ledare för fascistkvinnorna, endast lokala ledare, fram till 1937, när ett delat ledarskap bildades under två "inspektriser", Clara Franceschini och Giuditta Stelluti Scala Frascara, följd 1938 av ytterligare fyra: Wanda Bruschi Gorjux, och Laura Marani Argnani, Teresita Menzinger Ruata, och Olga Medici del Vascello.  Fascistpartiet tillät inte kvinnor i partiet utom som medlemmar i dessa kvinnogrupper.
Clara Franceschini var en av Fascistpartiets mest framgångsrika kvinnor, och betraktades som en effektiv och pålitlig partimedlem. När Mussolini övervägde att inkluderade kvinnor högre upp i partihierarkin 1938, föreslog han att utnämna Clara Franceschini som första kvinna till Korporationskammaren, men drog tillbaka sin nominering efter motstånd från Fascismens stora råd. 